# Jocelyne Lamoureux
Jocelyne Nicole Lamoureux-Davidson, född den 3 juli 1989 i Grand Forks, North Dakota i USA, är en amerikansk ishockeyspelare.
Hon tog OS-silver i damernas ishockeyturnering i samband med de olympiska ishockeytävlingarna 2010 i Vancouver. Vid hockeyturneringen vid de olympiska vinterspelen 2018 i Pyeongchang tog Lamoureux-Davidson en guldmedalj.
Hon är tvillingsyster till Monique Lamoureux och är gift med den kanadensiske ishockeyspelaren Brent Davidson.